# Martin Falk
Martin Falk, född 28 mars 1995 i Trollhättan och uppvuxen i Brålanda i Dalsland, är en svensk fotbollstränare. Han är 2025 huvudtränare i IFK Norrköping i Allsvenskan.

## Tränarkarriär

### Tidig karriär
Martin Falk inledde sin idrottskarriär som bandymålvakt i moderklubben IFK Vänersborg och fortsatte sedan till Sandvikens AIK, där han ansågs vara en av Sveriges största bandytalanger och spelade i herrlaget i Elitserien i bandy. Han avslutade bandykarriären 2016 för att satsa på fotbollen som tränare. Hans första tränaruppdrag var med Sandvikens IF:s P16-lag, samtidigt som han ansvarade för videoanalys för herrlaget, som samma år vann Division 2 Norrland.

### Västerås SK
2017 flyttade Falk till Västerås och blev tränare för Västerås SK:s U15-lag. Året efter tog han över U16/U17-laget och var även aktiv som spelare i klubbens bandylag i Elitserien.

### AIK och Sandvikens IF
I december 2018 blev Falk huvudtränare för AIK:s U16-lag. Efter två år i akademin gick han inför säsongen 2021 till Sandvikens IF som huvudtränare för herrlaget tillsammans med Thomas Gabrielsson. De ledde laget till en tredjeplats i Ettan Norra säsongen 2021.
I november 2021 återvände Falk till AIK som assisterande tränare i A-laget under Bartosz Grzelak.

### Malmö FF
I juli 2023 anslöt Falk till Malmö FF för att bli del av Henrik Rydströms tränarstab. Hans huvudsakliga fokus har varit på fasta situationer och offensiv utveckling. Laget har under hans ledning fått beröm för sin effektivitet på fasta situationer.

### IFK Norrköping
I december 2024 blev Martin Falk ersättare till Andreas Alm som tidigare under december fått lämna uppdraget som huvudtränare i IFK Norrköping.